# Europese kampioenschappen shorttrack 2013
De Europese kampioenschappen shorttrack 2013 werden van 18 tot en met 20 januari 2013 georganiseerd in het Zweedse Malmö.

## Medailles

### Mannen
| Onderdeel         | Goud | Goud                                                            | Zilver | Zilver                                                          | Brons | Brons                                                    |
| ----------------- | ---- | --------------------------------------------------------------- | ------ | --------------------------------------------------------------- | ----- | -------------------------------------------------------- |
| 500m              | RUS  | Vladimir Grigorev                                               | NED    | Sjinkie Knegt                                                   | RUS   | Viktor An                                                |
| 1000m             | NED  | Freek van der Wart                                              | RUS    | Viktor An                                                       | RUS   | Semjon Jelistratov                                       |
| 1500m             | NED  | Sjinkie Knegt                                                   | NED    | Niels Kerstholt                                                 | ITA   | Yuri Confortola                                          |
| 3000m superfinale | NED  | Freek van der Wart                                              | NED    | Sjinkie Knegt                                                   | RUS   | Semjon Jelistratov                                       |
| Klassement        | NED  | Freek van der Wart                                              | NED    | Sjinkie Knegt                                                   | RUS   | Vladimir Grigorev                                        |
| Aflossing         | RUS  | Jevgeni Kozoelin Viktor An Semjon Jelistratov Vladimir Grigorev | NED    | Sjinkie Knegt Freek van der Wart Daan Breeuwsma Niels Kerstholt | HUN   | Viktor Knoch Bence Beres Shaolin Sándor Liu Csaba Burján |

### Vrouwen
| Onderdeel         | Goud | Goud                                                                | Zilver | Zilver                                                   | Brons | Brons                                                           |
| ----------------- | ---- | ------------------------------------------------------------------- | ------ | -------------------------------------------------------- | ----- | --------------------------------------------------------------- |
| 500m              | ITA  | Arianna Fontana                                                     | NED    | Jorien ter Mors                                          | POL   | Patrycja Maliszewska                                            |
| 1000m             | GBR  | Elise Christie                                                      | ITA    | Arianna Fontana                                          | NED   | Jorien ter Mors                                                 |
| 1500m             | GBR  | Elise Christie                                                      | ITA    | Arianna Fontana                                          | GBR   | Charlotte Gilmartin                                             |
| 3000m superfinale | ITA  | Arianna Fontana                                                     | NED    | Jorien ter Mors                                          | HUN   | Bernadett Heidum                                                |
| Klassement        | ITA  | Arianna Fontana                                                     | GBR    | Elise Christie                                           | NED   | Jorien ter Mors                                                 |
| Aflossing         | NED  | Lara van Ruijven Jorien ter Mors Sanne van Kerkhof Yara van Kerkhof | GER    | Tina Grassow Christin Priebst Julia Riedel Bianca Walter | POL   | Natalia Maliszewska Patrycja Maliszewska Aida Bella Paula Bzura |

### Medailleklassement
| Plaats | Land                | Goud | Zilver | Brons | Totaal |
| 1      | Nederland           | 5    | 7      | 2     | 14     |
| 2      | Italië              | 3    | 2      | 1     | 6      |
| 3      | Rusland             | 2    | 1      | 4     | 7      |
| 4      | Verenigd Koninkrijk | 2    | 1      | 1     | 2      |
| 5      | Duitsland           | 0    | 1      | 0     | 1      |
| 6      | Hongarije           | 0    | 0      | 2     | 2      |
| 6      | Polen               | 0    | 0      | 2     | 2      |
| Totaal | Totaal              | 12   | 12     | 12    | 36     |

## Eindklassementen

### Mannen
| #      | Schaatser          | Land      | Punten |
| ------ | ------------------ | --------- | ------ |
| Goud   | Freek van der Wart | Nederland | 84     |
| Zilver | Sjinkie Knegt      | Nederland | 76     |
| Brons  | Vladimir Grigorev  | Rusland   | 41     |
| 4      | Viktor An          | Rusland   | 39     |
| 5      | Semjon Jelistratov | Rusland   | 31     |
| 6      | Niels Kerstholt    | Nederland | 30     |
| 7      | Yuri Confortola    | Italië    | 21     |
| 8      | Bartosz Konopko    | Polen     | 8      |
| 9      | Shaolin Sándor Liu | Hongarije |        |
| 10     | Paul Herrmann      | Duitsland |        |

### Vrouwen
| #      | Schaatser            | Land                | Punten |
| ------ | -------------------- | ------------------- | ------ |
| Goud   | Arianna Fontana      | Italië              | 110    |
| Zilver | Elise Christie       | Verenigd Koninkrijk | 70     |
| Brons  | Jorien ter Mors      | Nederland           | 60     |
| 4      | Tatjana Borodoelina  | Rusland             | 32     |
| 5      | Bernadett Heidum     | Hongarije           | 18     |
| 6      | Patrycja Maliszewska | Polen               | 16     |
| 7      | Charlotte Gilmartin  | Verenigd Koninkrijk | 13     |
| 8      | Martina Valcepina    | Italië              | 8      |
| 9      | Cecilia Maffei       | Italië              | 2      |
| 10     | Kateřina Novotná     | Tsjechië            |        |